# Leslie Kong
Leslie Kong né le 20 décembre 1933 à Shanghai, en Chine, et mort le 9 août 1971 à Kingston, en Jamaïque,  est un producteur jamaïcain de ska, de rocksteady et de reggae. Il est le propriétaire du label Beverley's et produit notamment Ken Boothe, Jimmy Cliff et Desmond Dekker.

## Historique
Leslie Kong et ses frères (Fats et Cecil) possédait un restaurant ainsi qu'un magasin de musique nommé Beverley's sur Orange Street, célèbre rue de Kingston.
En 1961, il croise Jimmy Cliff en train de chanter à l'extérieur de sa boutique qui, après être allé trouver Derrick Morgan pour se faire auditionner, revient chez lui ; il décide alors de lancer son propre label d'après le nom de sa boutique. Il enregistre Dearest Beverley, première chanson de celui qui deviendra l'artiste jamaïcain le plus connu après Bob Marley. Derrick Morgan enregistre lui aussi Be Still et Sunday Monday et Forward March en honneur de l'indépendance jamaïcaine. Ce dernier auditionna pendant quelque temps pour Leslie Kong, renvoyant notamment Toots Hibbert travailler son chant. Dès ses débuts, Leslie Kong a la réputation de bien payer ses artistes, ce qui est rarement le cas en Jamaïque.
En 1962, c'est au tour de Bob Marley de débuter chez lui avec les enregistrements de One More Cup of Coffee and Judge Not. Jimmy Cliff poursuit avec Miss Jamaica.
Durant les années 1960, il continua d'enregistrer des artistes de ska et de rocksteady, notamment Joe Higgs, Desmond Dekker, Toots and the Maytals, Derrick Morgan, John Holt et Stranger Cole.
À partir de 1963, il a conclu un accord avec le sous-label d'Island Records, label du producteur Chris Blackwell (producteur de Bob Marley entre autres) puis avec le label anglais Trojan vers la fin de la décennie.
Leslie Kong est aussi connu pour être le premier producteur jamaïcain à obtenir un hit international avec le single 007 (Shanty Town) de Desmond Dekker, puis avec Israelites, no 1 des charts britanniques en avril 1969 (ainsi que dans plusieurs autres pays) et no 9 aux États-Unis en juillet de la même année, les ventes du single se chiffrant à plus de 2 millions. En 1964, il a déjà permis à Millie d'obtenir le titre de première jamaïcaine à faire un tube aux États-Unis avec le titre My Boy Lollipop.
Pendant la période early reggae (de 1968 à 1970), il travaille à nouveau avec Bob Marley & The Wailers ainsi qu'avec les Pioneers qui enregistrèrent pour lui Long Shot Kick The Bucket (21e des charts britanniques), les Melodians pour Sweet Sensation et le tube Rivers of Babylon ainsi que Toots & The Maytals pour Monkey Man et leur titre le plus connu, 54-46 That's My Number. Matthew Sherman précise ainsi : « Toots (Toots Hibbert) ne pouvait pas se tromper en enregistrant pour Leslie Kong. Avec les Beverley’s All-Stars (Jackie Jackson, Winston Wright, Hux Brown, Rad Bryan, Paul Douglas et Winston Grennan), noyau de musiciens constant et la brillante harmonie des Maytals, Toots écrivit et chanta de son inimitable voix sur tous les sujets imaginables ».
Le groupe que Leslie Kong emploie comme backing résident se nomme The Beverley's Allstars et sa direction artistique est menée par Drumbago pendant la période ska puis Roland Alphonso, un des fondateurs des Skatalites.
Parmi les nombreux autres artistes qu'il enregistre se trouvent notamment The Gaylads, Delroy Wilson ou encore Peter Tosh.
Leslie Kong meurt d'une crise cardiaque en août 1971, à l'âge de 37 ans, peu après la sortie de l'album The Best of the Wailers.
Son neveu Errol Kong, né en 1947, est chanteur de reggae.

## Anecdotes
- Prince Buster écrit une chanson, Black Head Chiney Man (« le Chinois à la tête noire », référence aux origines du producteur) accusant son néanmoins ami, Derrick Morgan, de lui avoir emprunté une mélodie enregistrée pour Leslie Kong, après que Derrick Morgan fut parti enregistrer pour lui. Derrick Morgan réplique par la chanson Blazing Fire dans laquelle il invite Prince Buster à se taire, lançant un jeu qui se poursuivit longtemps. Plus tard, à Rudies Don't Fear (« les rude boys n'ont peur de rien »), Prince Buster répond par Judge Dread, chanson dans laquelle le juge Four Hundred Years (littéralement « juge 400 ans ») condamne les rude boys à des peines démesurées. À I'm the ruler (littéralement « je suis le patron », sous-entendu musicalement), il répond par Walking Down Orange Street où il dit que la notoriété de Derrick Morgan ne s'étend pas à plus d'une rue, celle du studio de Leslie Kong.
- Leslie Kong apparaît dans le film The Harder They Come où on le voit superviser un enregistrement de Toots and The Maytals.
- Son magasin et son label sont nommés d'après le prénom de son épouse Beverley.
- C'est lui qui renomme James Chamber en Jimmy Cliff, jugeant que cela fait plus "américain". Il essaye d'en faire de même avec Bob Marley, créditant ses premiers disques à Bobby Martell, mais contrairement à Cliff, ce pseudonyme ne demeure pas.